# Hermann Koch (Politiker, 1882)
Hermann Georg Willibald Koch (* 2. April 1882 in Werro, Russisches Kaiserreich; † 29. März 1957 in Lüdersfeld) war ein Politiker der deutschen Minderheit in Estland und Parlamentarier der Deutsch-baltischen Partei in Estland (DbPE).

## Leben
Koch besuchte die Gymnasien in Dorpat und Pernau. Von 1901 bis 1906 studierte er an der Kaiserlichen Universität Dorpat Rechtswissenschaften. Von 1907 bis 1909 war er Gerichtsamtskandidat am Bezirksgericht und von 1909 bis 1937 vereidigter Rechtsanwalt.
1905 bis 1906 war er während der Russischen Revolution 1905 Mitglied der deutschen Selbstschutzes. Zwischen 1907 und Kriegsbeginn 1914 war er geschäftsführendes Vorstandsmitglied des Deutschen Vereins in Estland, der das deutsche Schulwesen organisierte. Im Ersten Weltkrieg war er 1914 bis 1918 in Berlin. Zunächst betrieb er dort Studien und war 1917/18 Mitarbeiter für den Orient beim Auswärtigen Amt. 1918 wurde er Leiter der Kriegsschädenkommission bei der deutschen Provinzialverwaltung in Estland. Während der deutschen Okkupation Estlands 1918/19 war er dort Deutscher Volksminister. 1920 bis 1923 war er für den Wahlkreis Dorpat Abgeordneter in estnischen Parlament.
Er war Begründer und Leiter der Genossenschaft Estländischer Landwirte. Diese erhielt günstige Reichskredite zur Förderung der Bodenständigkeit der deutschen Volksgruppe. 1924 wurde er Besitzer des Bauernhofs Seppa (Harrien). Haupttätigkeit war bis 1941 die Funktion als Teilhaber, Vorstandsmitglieds und Direktors des größten deutsch geleiteten Industrieunternehmens Estlands, der Nordischen Papier- und Zellstoffwerke Reval. Daneben war er Vorstandsvorsitzender der Versicherung EKA, bei der die meisten Deutschen in Estland versichert waren und der AG Siemens in Estland sowie de Port-Kunda-Zement AG in Kunda. 1932 bis 1934 war er erneut Abgeordneter in estnischen Parlament. 1939 wurde er Mitglied im wirtschaftlichen Beirat der Deutschen Treuhandverwaltung. Er nahm an der Umsiedlung zunächst nicht teil und hielt stattdessen bis zum Einmarsch der Russen die Betriebe aufrecht. Erst mit dem letzten Nachumsiedlerschiff, der „Ozeana“ verließ er am 15. Februar 1941 Estland.
Er zog zunächst nach Schwerin. Am 2. April 1941 wurde er durch Erhard Kroeger beim Reichssicherheitshauptamt Berlin denunziert. Der Vorwurf lautete, er habe die Umsiedlung 1939 durch starke Gegenpropaganda gestört, sie sabotiert und die Umsiedlung zu spekulativen Geschäften genutzt. Er sei ein ausgesprochener Gegner des Nationalsozialismus und Volksschädling. Seitdem stand er unter Polizeiaufsicht. 1942 wurde er vom Reichsführer SS und Chef der deutschen Polizei im Reichsministerium des Inneren vernommen.
1942 wurde er von der Organisation Todt und später vom Generalkommissar des RKO-Bezirks Estlands, Litzmann als Direktor und stellvertretender Treuhänder des kriegswichtigen Zementwerks Port Kunda verpflichtet. Dieses versorgte die gesamte Heeresgruppe Nord mit Zement. Mit Koch war seine ganze siebenköpfige Familie nach Reval zurückgekehrt. Mehrere Versuche seiner Gegner die Aufenthaltsgenehmigung zu widerrufen, blieben erfolglos. 1944 flüchtete eine Tochter Kochs über Finnland nach Schweden. Nun wurde die Aufenthaltsgenehmigung der als politisch unzuverlässig bewerteten Familie gestrichen und die Familie reiste am 1. April 1944 nach Posen. Koch lebte dann auf Gut Pappeln bei Schroda, bevor er im Rahmen der Vertreibung nach Lüdersfeld flüchtete.